# Ospholmen (Alver)
Ne doit pas être confondu avec Ospholmen ou Ospholmen (Lindås).
Ospholmen est une île norvégienne dans le comté de Hordaland. Elle fait partie du territoire de l'ancienne commune de Meland, aujourd'hui rattachée à Alver.

## Géographie
Rocheuse et désertique, à fleur d'eau, couverte d'arbres en son centre mais désertique sur ses côtes, elle s'étend sur environ 142 m de longueur pour une largeur approximative de 65 m. Elle compte une habitation. 